# Martim Pires de Aguiar

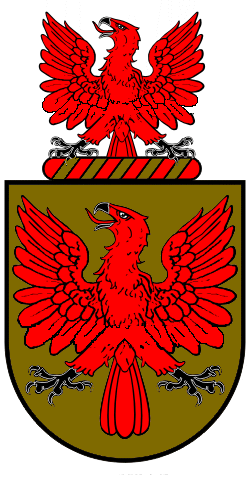
Brasão de Armas da Família Aguiar

Martim Pires de Aguiar foi um nobre e Cavaleiro medieval do Reino de Portugal, tendo sido Senhor de Aguiar.

## Relações familiares
Foi filho de Pero Mendes de Aguiar (1140 -?) e de Estevainha Mendes de Gundar (1175 -?), filha de Mendo de Gundar e de D. Goda. Casou com Marinha Gonçalves de Sousa, filha de Gonçalo Mendes de Sousa e de Goldora Goldores , de quem teve:
1. Pedro Martins Alcoforado (1195 -?) casado com Teresa Soares de Paiva, filha de Soeiro Mouro e de Elvira Nunes das Astúrias,
2. Nuno Martins de Aguiar  que foi pai de Dórdia Nunez de Aguiar, casada com Martins Sanches das Medas (ou de Medãs), que se distinguiu na Batalha do Porto ocorrida em agosto de 1245 e fico para a história como a "Lide de Gaia" entre o Rei D. Sancho II de Portugal e os seus opositores.